# National Aeronautics and Space Act
La National Aeronautics and Space Act (lit. català Llei Nacional de l'Espai i de l'Aeronàutica), Llei Pública 85-568, és una llei federal dels Estats Units de 1958, que va crear l'Administració Nacional de l'Aeronàutica i de l'Espai (NASA). La llei, que és posterior al llançament de l'Sputnik per la Unió soviètica, va ser redactada pel Comitè Seleccionat dels Estats Units en Astronàutica i Exploració Espacial, i el 29 de juliol de 1958 va ser signada pel President Eisenhower.
Amb anterioritat a la promulgació d'aquesta llei, la responsabilitat per a l'exploració espacial va ser considerada principalment una aventura militar, en línia amb el model soviètic que havia llançat el primer satèl·lit orbital. En gran manera, la llei va ser motivada per la falta de resposta davant una infraestructura militar estatunidenca que semblava incapaç de mantenir el ritme de la carrera espacial contra la Unió Soviètica. La llei original de 1958 va establir com a responsabilitat de la nova agència la conducció de les activitats aeronàutiques i espacials dels Estats Units "a fi de contribuir materialment a un o més dels següents objectius:"
El 2012, un novè objectiu va ser afegit: "La preservació de la preeminent posició dels Estats Units en aeronàutica i l'espai a través de recerca i desenvolupament de tecnologia relacionada a processos de fabricació associats."

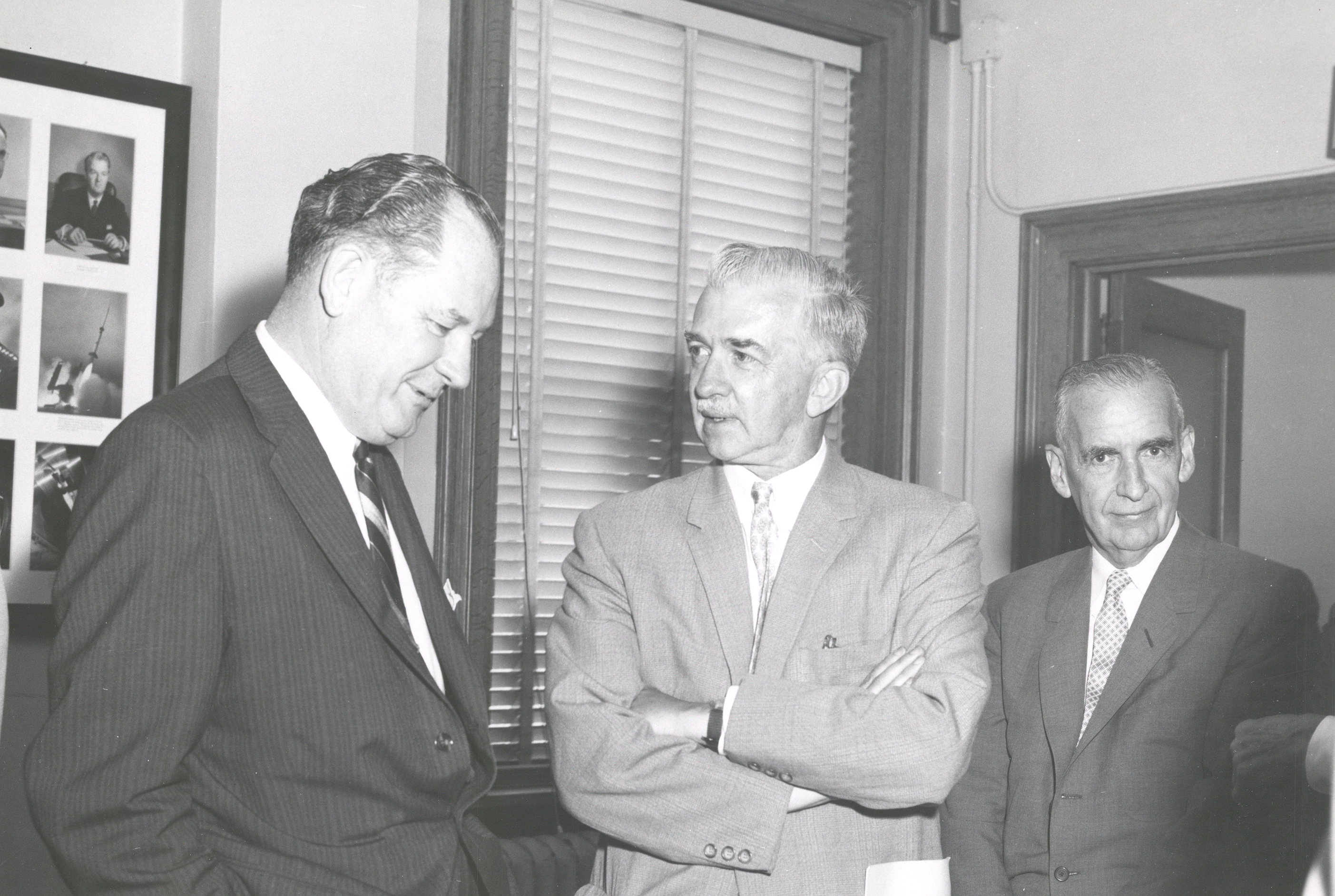
La reunió final del NACA, abans de ser transformat a NASA.

La llei va abolir el Comitè Conseller Nacional per a l'Aeronàutica (National Advisory Committee for Aeronautics) o NACA, transferint les seves activitats i recursos a la NASA de manera efectiva l'1 d'octubre de 1958.

La llei també va crear un comitè d'enllaç civil-militar, amb el propòsit de coordinar aplicacions civils i militars, i mantenint a la NASA i al Departament de Defensa "plenament i actualment informat" de la resta de les activitats de cadascun a l'espai. 

A més, la nova llei va fer modificacions extenses a la llei de patent i va proporcionar el fet que les invencions d'empleats així com a les innovacions de contractistes privats provocada a través dels viatges espacials estarien subjectes a la propietat del govern. En fer el govern el proveïdor exclusiu de transport espacial, la llei eficaçment va descoratjar el desenvolupament privat de viatges espacials. 
La frase «Venim en pau per a tota la humanitat», inscrita en una placa deixada en la Lluna per la tripulació de l'Apollo 11, deriva del contingut de la llei, quant a la política i el propòsit de la NASA: "El Congrés d'ara endavant declara que és la política dels Estats Units que activitats a l'espai hauran de ser dedicades a propòsits pacífics per al benefici de tota humanitat."
La Llei es va modificar posteriorment per eliminar els prejudicis de gènere, per la qual cosa aquesta declaració de política ara es llegeix: "La devoció de les activitats espacials per a finalitats pacífiques per al benefici de tota la humanitat. El Congrés declara que és política dels Estats Units que les activitats a l'espai han de dedicar-se a finalitats pacífiques en benefici de tots els gèneres humans.